# Frigyes Józsiás szász–coburg–saalfeldi herceg
Frigyes Józsiás szász–coburg–saalfeldi herceg (németül: Friedrich Josias von Sachsen-Coburg-Saalfeld (Ehrenburg kastély, Coburg, Szász–Coburg–Saalfeld Hercegség, 1737. december 26. – Coburg, 1815. február 26.), a német arisztokrata, katonatiszt, a Habsburg Császári-Királyi Hadsereg cs.kir. tábornagya (k.k. Fledmarschall), a német-római birodalmi tábornagy (Reichsfeldmarschall), a Habsburg Birodalom szolgálatában. A 18. századi Habsburg birodalmi háborúk és a francia forradalom elleni háborúk hadvezére. A korszak történelmét tárgyaló anyagokban gyakran csak Coburg hercegének nevezik.

## Élete

### Származása, ifjúsága
Frigyes Józsiás Coburgban, a Szász–Coburg–Saalfeld Hercegség székhelyén született, az uralkodó hercegek rezidenciáján, az Ehrenburg palotában.
Édesapja Ferenc Józsiás szász–coburg–saalfeldi herceg (1697–1764), édesanyja Anna Zsófia schwarzburg–rudolstadti hercegnő (1700–1780) volt, I. Lajos Frigyes schwarzburg-rudolstadti herceg leánya. Szülei házasságából hat testvér született:
- Ernő Frigyes (1724–1800), trónörökös, 1764-től Szász–Coburg–Saalfeld uralkodó hercege, 1749-ben Zsófia Antónia braunschweig-wolfenbütteli hercegnőt (1724–1802) vette feleségül,
- János Vilmos (1726–1745), a Szász Választófejedelemség ezredese, a hohenfriedbergi csatában esett el,
- Keresztély Ferenc (1730–1797), a császári hadsereg tábornoka,
- Sarolta Zsófia (1731–1810), 1755-től Lajos mecklenburg–schwerini trónörökös herceg (1725–1778) felesége,
- Friderika Karolina (1735–1791), 1754-től Károly Sándor brandenburg–ansbach–bayreuth-i őrgróf (1736–1806) felesége,
- Frigyes Józsiás (1737–1815), császári tábornagy, 1789-ben Therese Stroffeket vette feleségül.

Frigyes Józsiás volt a legfiatalabb testvér, a fiúk sorában a negyedik. Legidősebb bátyja, Ernő Frigyes, a trónörökös, apjuk 1764-es elhunyta után átvette az uralkodó hercegi méltóságot. Három öccsét, Keresztély Frigyest, János Vilmost és Frigyes Józsiást a szülők katonatiszti pályára küldték, ahol közülük a legifjabb, Frigyes Józsiás vitte a legmagasabbra.
Az ifjú herceget a kor szokása szerint nyelvekre, vallási és tudományos ismeretekre oktatták. Nevelésében apja kormányának tanácsosai is részt vettek, köztük 1749-től Johann August von Schönfeld (1699–1760), majd őt követte Caspar von Berbisdorf, aki már a katonai ismeretekbe is bevezette a herceget. Frigyes Józsiás először 18 évesen, 1755-ben hagyta el szülőföldjét, amikor elkísérte nővérét, Sarolta Zsófiát Schwerinbe, Lajos mecklenburg–schwerini herceggel tartandó esküvőjére. Ebből az alkalomból meglátogatott néhány fejedelmi udvart Rostockban, Magdeburgban, Hannoverben és Drezdában. Feljegyezték, hogy az ifjú arisztokraták körében általánosan szokásos tanuló és bemutatkozó célú nagy európai körutazásra, az ún. „Grand Tour”-ra (avagy „Kavalierstour”-ra) Frigyes Józsiásnak nem volt módja, pénzhiány miatt.

### Katonai pályájának kezdete

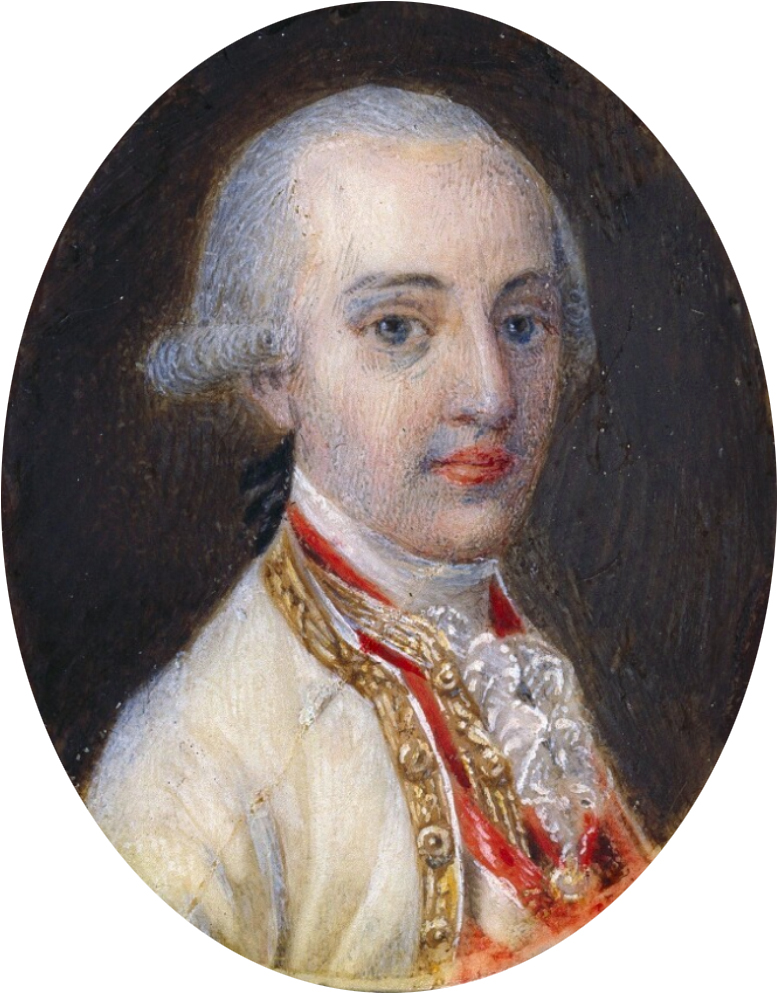
Az ifjú Frigyes Józsiás szász–coburg–saalfeldi herceg

Ifjabbik nővére, Friderika Karolina 1854-ben Károly Sándor brandenburg-ansbach-bayreuth-i őrgrófhoz ment feleségül, aki 1755-ben új sógorát, Frigyes Józsiást lovassági századosi (Rittmeister) helyet szerzett neki saját 33. ansbachi osztrák vértes ezredében. Ebből az alkalomból Frigyes Józsiás herceg Bécsbe utazott, ahol bemutatták Mária Terézia uralkodó főhercegnőnek, akinek ajánlására egy lovas század parancsnokává nevezték ki.
Rövidesen (1756-ban) elkezdődött a hétéves háború, a 19 éves Frigyes Józsiás századával részt vett az október 1-i lobositzi csatában. 1757-ben önálló parancsnokságot kapott, harcolt a vesztes prágai csatában. A vereség után Prágába húzódott vissza, a poroszok körülzárták, csak Ernst Gideon von Laudon tábornagy felmentő seregének érkezése és a kolíni győzelem után tért vissza a fősereghez. Ugyancsak 1757-ben részt vett Zittau tüzérségi lövetésében és a breslaui csatában is. 1758. április 16-án alezredesi rangot kapott. Az 1758-as hadjárat során harcolt a hochkirchi csatában, ahol egyik karja golyótalálattól súlyosan megsérült. 1759. január 16-án Mária Terézia ezredesi rangban kinevezte a 33. sz. ansbachi vértes ezred parancsnokává. 1760-ban Laudon tábornagy parancsnoksága alatt részt vett a landshuti és a liegnitzi csatákban és Schweidnitz erődjének elfoglalásában.
1766. július 30-án vezérőrnaggyá léptették elő, és egy dandár parancsnokságával bízták meg. 1769-ben megtették a 37. sz. dragonyos ezred tulajdonosává. 1773. május 1-jén altábornaggyá léptették el. 1778–1786 között Pozsony helyőrságének parancsnoka volt. 1778–1779 között részt vett a bajor örökösödési háborúban. 1786. augusztus 22-én II. József császár lovassági tábornokká léptette elő, e rangban kinevezték Galícia és Bukovina katonai kormányzójává.

### A balkáni török háború hadvezére (1788–1792)

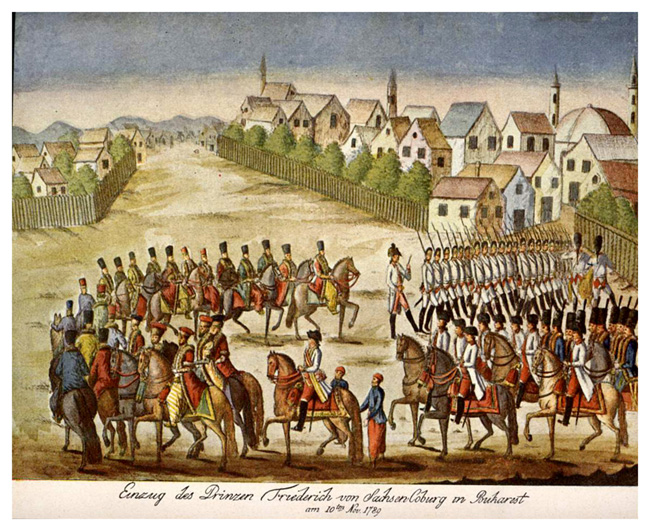
Coburg herceg ünnepélyes bevonulása Bukarestbe (1789)

1787-ben kitört az 1787–1792-es orosz-osztrák–török háború. 1788-ban Frigyes Józsiás herceg – Laudon tábornagy hadseregének kötelékében – a galíciai osztrák hadtestet vezényelte. Bevonult Moldvába. Több győzelmet aratott Ibrahim Nazir pasa csapatai ellen. 1788 májusában ostrom alá vette Hotin erődjét, amelyet szeptember 16-án el is foglalt. Itt nagy mennyiségű fegyver, tüzérségi lőszer és ellátmány került osztrák kézre.
1789. május 22-én II. József császártól meghatalmazást kapott, hogy önálló hadműveleteket folytathat. Augusztus 4-én Foksány térségében megtámadott és szétvert egy 30 000 főnyi oszmán-török sereget. Augusztus 16-án II.  József császártól megkapta a Katonai Mária Terézia-rend nagykeresztjét. Szeptember 22-én Coburg herceg 17 000 főnyi serege, Alekszandr Szuvorov cári tábornok 7000 emberével együtt a Rimnik (Râmnicul Sărat) folyó mellett, Mărtineştinél (a mai Vrancea megyében) támadást intézett Juszuf pasa többszeres túlerőben lévő, 100 000 főből álló főserege ellen, és nagy győzelmet aratott. Hadi sikereiért Coburg hercegét október 3-án Habsburg császári haderő tábornagyává nevezték ki. November 8-án Coburg ünnepélyesen bevonult az elfoglalt Bukarestbe. Egész Havasalföld meghódolt a császárnak. Frigyes Józsiás herceg ezután ostrommal bevette Orsova erődjét. Az általa elfoglalt Gyurgyevó (Giurgiu) városát azonban fel kellett adnia, a török kézen maradt erőd védőinek pusztító kirohanása miatt. A fővezérség hadvezetési hibái miatt azonban a háború vesztésre fordult. 1790-ben a törökök ellentámadásba lendültek, 1790 áprilisában Coburg hercege még elfoglalta Orsovát, de a korábban kivívott győzelmek eredménye elveszett. A háborút 1791. augusztus 4-én lezáró szvistovi békeszerződés után Coburg hercegét a Magyar Királyság katonai kormányzójává nevezték ki.

### Házassága
Frigyes Józsiás herceg 1789-ben saját házvezetőnőjét, a közrendű Therese Stroffecket vette feleségül, morganatikus (rangon aluli) házasságban. Egyetlen fiuk született, Friedrich (1789–1873), Rohmann bárója, aki 1812-ben Theresa Wischotzill von Griffa grófnőt (1790–1855) vette feleségül. Apjának főnemesi címét nem örökölhette.

### Az első koalíciós háború hadvezére (1793–1794)

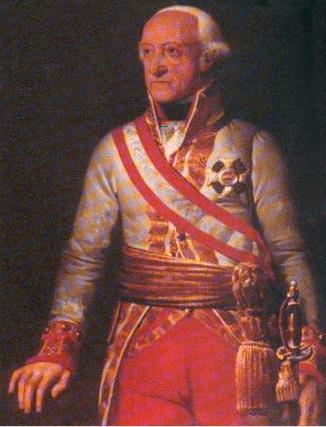
Friedrich Josias von Sachsen-Coburg-Saalfeld

1792 végén a francia forradalmi háborús veszély erősödésével Frigyes Józsiás herceget a rajnai fronton álló osztrák haderő főparancsnokává nevezték ki. Az első koalíciós háborúban már a német-római császári tábornagyi (Reichsgeneralfeldmarschall) minőségében vezette a birodalmi haderőt (Reichsarmee) a fenyegetett Osztrák-Németalföldre.
1793. március 1-jén az első aldenhoveni csatában Coburg hercege döntő vereséget mért Jean-Baptiste Jourdan tábornok francia köztársasági hadseregére, elfoglalta Aachent és Maastricht erődjét is. A császári haderő átkelt a Maas (Meuse) folyón. Március 18-án a neerwindeni csatában Coburg hercege és Károly főherceg vereséget mért az új francia főparancsnok, Charles-François Dumouriez tábornok újjászervezett hadseregére is. A vereség miatt a jakobinus kormány leváltotta Dumouriez-t. A császári haderő visszaszerezte Osztrák-Németalföld (kb. a mai Belgium) teljes területét, jelentősen megerősítve Ausztria katonai és politikai pozícióját. Az 1793. május 23-án vívott famarsi csata után Frigyes Józsiás betört Franciaország területére York hercegével együtt elfoglalta Valenciennes és Le Quesnoy erődített városait. Szeptember közepén Coburg hercege ostrom alá fogta Maubeuge erődjét, október 15–16-án a wattingies-i csatában azonban vereséget szenvedett Jourdan és Carnot tábornokok csapataitól, emiatt az ostromot fel kellett adnia és Flandriát ki kellett ürítenie. Coburg hercege a Sambre folyó mögé vonta vissza erőit, és francia területen telelt át.
1794 tavaszán Thugut osztrák külügyminiszter hibás politikája miatt az előző év eredményeit nem sikerült megszilárdítani, a hadműveletek újra kezdődtek. Április 17-én Coburg hercege 75 000 katonával ostrom alá fogta Landrecies városát, amelyet április 30-án el is foglalt. Május közepén a franciák Lille és Kortrijk (Courtrai) között 82 000 katonát vontak össze Pichegru és Moreau tábornokok parancsnoksága alatt. A koalíciós erők főhadiszállásán, Tournai-ban megjelent maga II. Ferenc császár is, aki azonnali támadást erőltetett. Május 17–18-án a tourcoing-i csatában a franciák szétverték York hercegének a szárnyon elszigetelten álló seregtestét és visszaszorították a koalíciós erőket Tournai felé, nyomukban az üldöző franciákkal, akik az ottani megerősített állásokat akarták megszerezni, de a május 22-én lezajlott tournai-i csatában maguk szenvedtek vereséget. Patthelyzet alakult ki. Június 20-án Jourdan tábornok ostrom alá vette Charleroi erődjét. Június 26-án Coburg herceg 46 000 főnyi serege a fleurusi csatában harcba bocsátkozott Kléber tábornok seregével, kezdeti sikert ért el, de a franciák az elfoglalt Charleroi alól jelentős erőket csoportosítottak a fleurusi frontra. 80 000 francia támadt a koalíciós sereg ellen, Coburg visszavonulást rendelt el, az ütközet vereséggel végződött.
Az előző két év során Frigyes Józsiás négyszer vetette vissza a franciákat a Sambre folyón túlra és védelmezte meg Osztrák-Németalföldet az elözönléstől. A fleurusi vereség után azonban az osztrák külpolitika úgy döntött, végleg feladja a tartományt. A feldühödött Frigyes Józsiás herceg – aki ekkoriban még orbáncban is megbetegedett, és nem tudott lóra ülni – lemondott a főparancsnokságról, és hazatért Coburgba.

### Nyugállományban

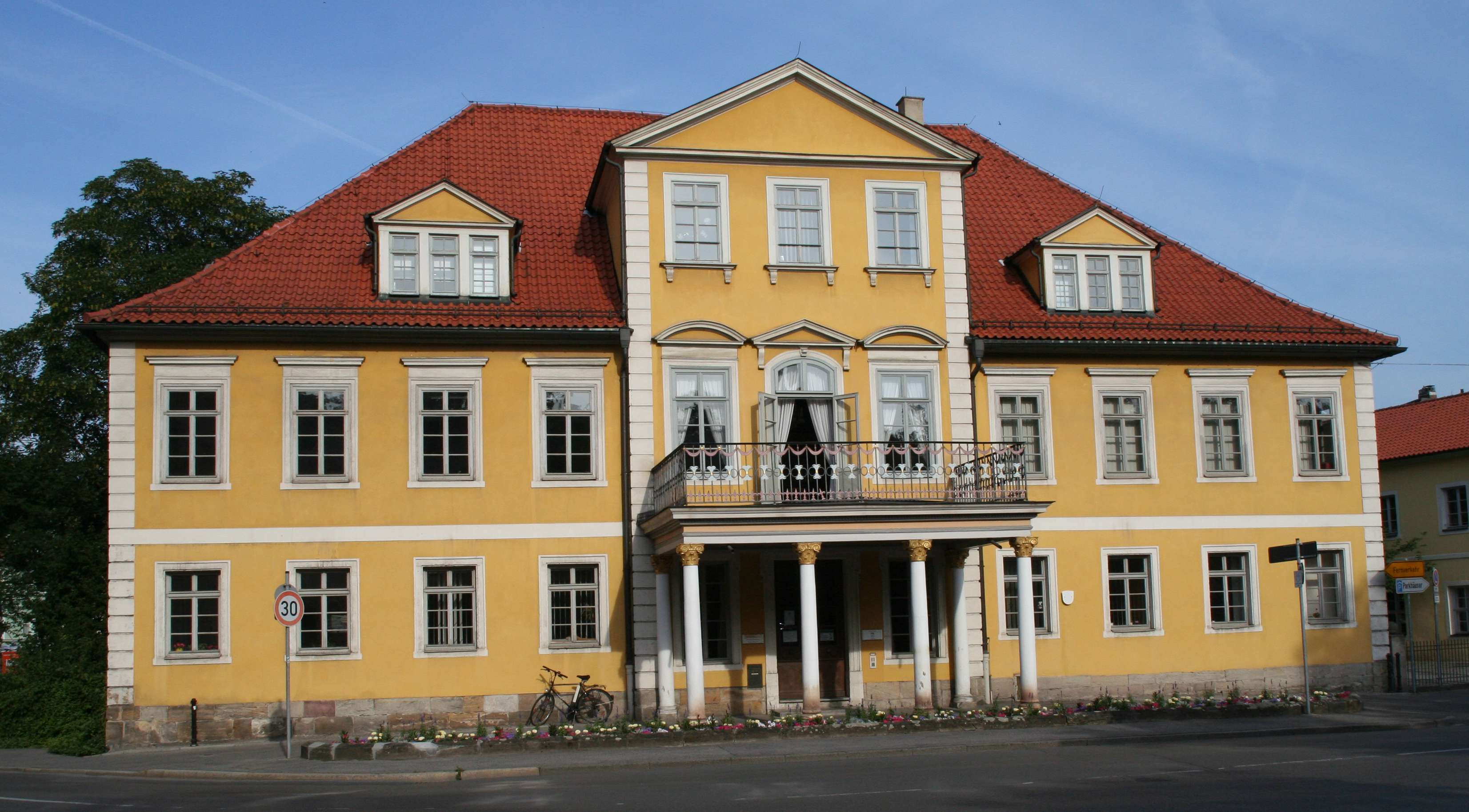
A Bürglaß-kastély Coburgban

Frigyes Józsiás herceg Coburgban telkeket vásárolt, és felépíttette a kis Bürglaß-kastélyt (Bürglaß-Schlösschen). A tíz hónapig tartó építkezés után beköltözött az épületbe, itt élt visszavonultságban, és megírta emlékiratait. 1799-ben, János Adolf szász–gotha–altenburgi herceg elhunytával ő lett a Wettin-ház Ernő-ágának korelnöke. Oldislebenben, a türingiai Ernő-ági exklávéban átvette a szeniorátusi hivatalt, és élvezte annak jövedelmeit.
Coburg lakosai nagy tisztelettel adóztak személyének, különösen a negyedik koalíciós háborúban. A Coburgi Hercegség nem tartozott a Rajnai Szövetséghez, hanem Poroszország szövetségese volt. 1806-ban a poroszok Jénánál elszenvedett nagy veresége után teljesen védtelenül maradt. Augereau marsall 60 000 embere vonult be az ellenséges állam területére, szabad rablásra és prédálásra készülve. A Coburgba érkező marsallt Frigyes Józsiás herceg személyesen fogadta. Nehéz tárgyalás eredményeképpen Augereau megkímélte a várost, parancsában kifejezetten utalva arra, hogy maga Frigyes Józsiás herceg korábban, az első koalíciós hadjáratban két éven át állt francia földön saját hadseregével, de katonáinak szigorúan megtiltotta az ottani rablást és pusztítást.
A herceg-tábornagy – aki élete során 13 hadjáratban vett részt, tíz ütközetet személyesen vezényelt, és csak háromszor szenvedett vereséget – 1815. február 26-án hunyt el szülővárosában. A coburgi Szent Mór-templomban (Moritzkirche) temették el.

## Emlékezete

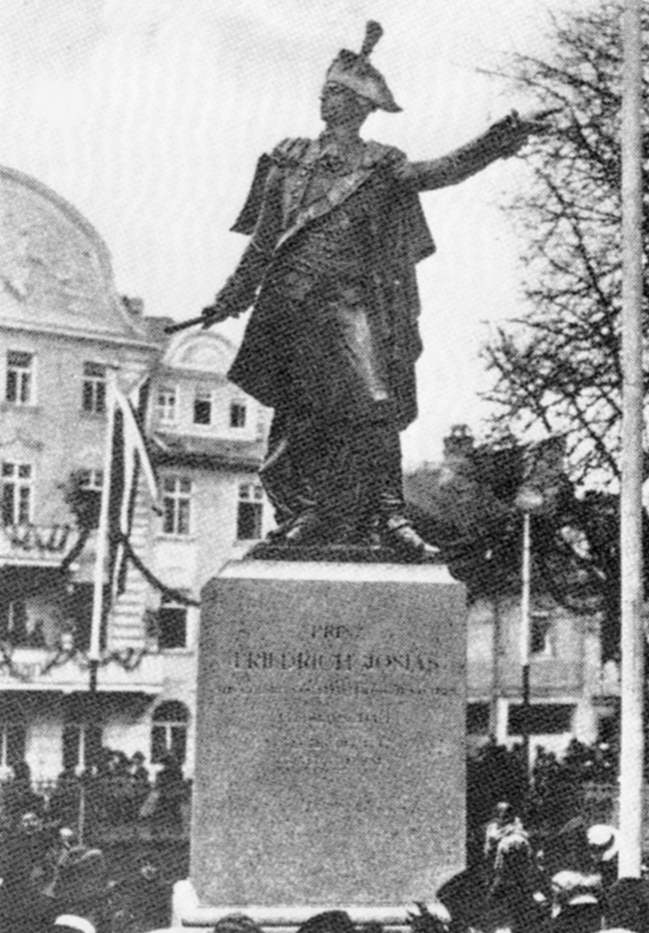
A Frigyes Józsiás-szobor avatása a coburgi Színház-téren, 1911

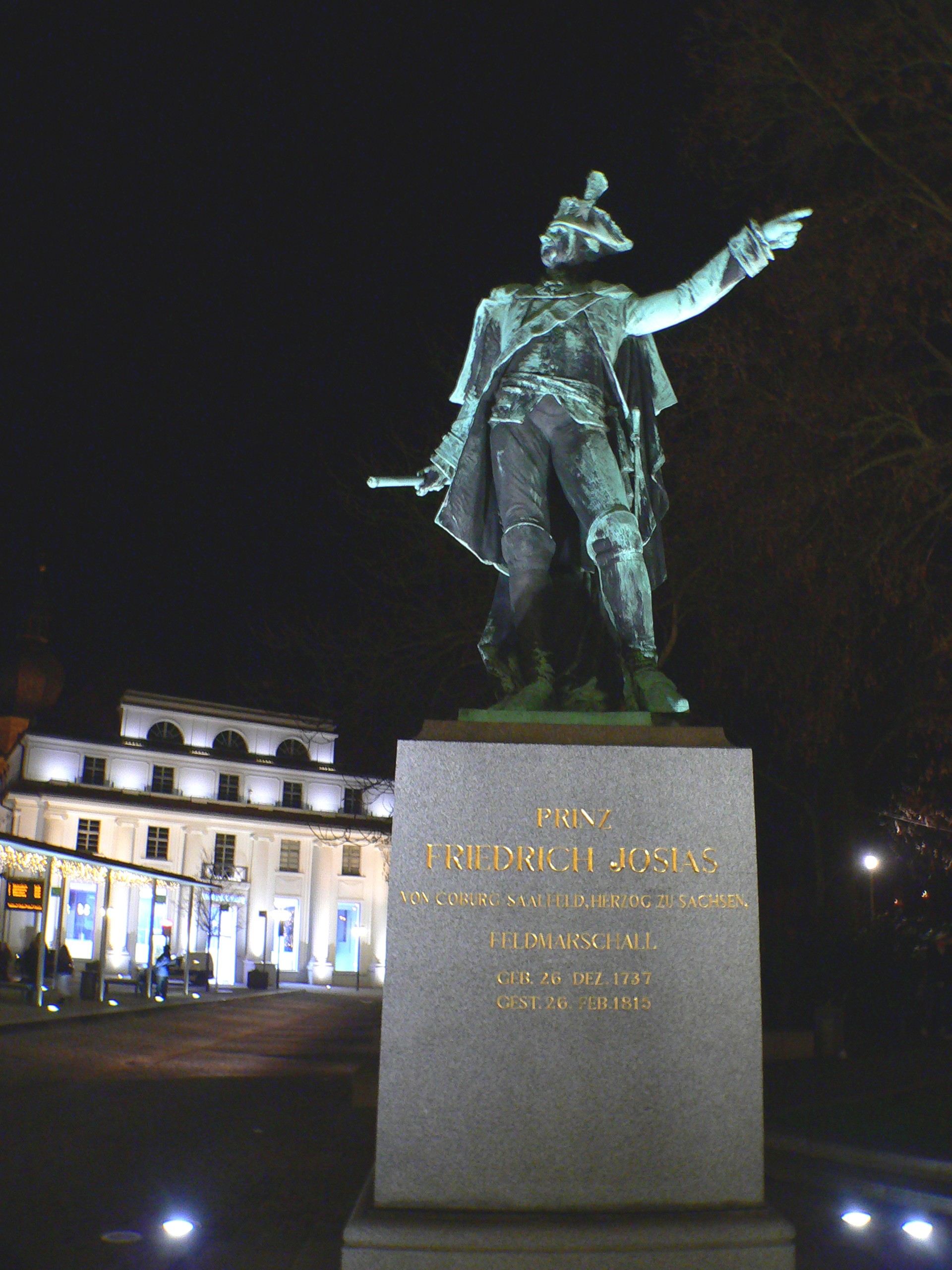
A Frigyes Józsiás-szobor napjainkban (2009)

Johann Michael Haydn zeneszerző neki ajánlotta a Josias-Coburg-Marsch című indulóját, amelyet manapság csak „Coburg-induló” (Coburger-Marsch) néven említenek. Wolfgang Amadeus Mozart a török elleni 1789-es győzelem után komponálta „A hős Coburg győzelme” (Der Sieg vom Helden Coburg) című C-dur kontratáncát (Köchel-jegyzék sz. 587).
Egy mellszobra a Heldenberg emlékhelyen látható.
Ferenc József császár 1863. február 28-án kiadott határozatában Frigyes Józsiás szász–coburg–saalfeldi herceg-tábornagyot „Ausztria leghíresebb és példaképként örökké követésre méltó hadvezéreinek” sorába emelte. Tiszteletére és emlékezetére 1868-ban az akkor újonnan épült bécsi Császári-királyi Udvari Hadimúzeumban (a mai Hadtörténeti Múzeumban), a Hadvezérek csarnokában felállították életnagyságú szobrát, melyet Franz Mitterlechner osztrák szobrász (1819–1884) készített carrarai márványból. A szobrot Ágost szász–coburg–saalfeldi herceg – Ferdinánd György Ágost szász–coburg–saalfeldi herceg és Koháry Mária Antónia grófnő második fia – avatta fel.
1911. október 24-én a coburgi Színház téren (Theaterplatz) felállították Frigyes Józsiás herceg egész alakos bronz szobrát, August Sommer (1839–1921) művét. A herceg által épített Bürglaß-kastély parkját Józsiás-kertnek (Josias-Garten) nevezik.
A bécsújhelyi Theresianum Katonai Akadémia 2002-ben végzett évfolyama a hadvezér tiszteletére a „Szász-Coburg évfolyam” (Jahrgang Sachsen-Coburg) nevet vette fel.